# 黒川芽以
黒川 芽以（くろかわ めい、1987年5月13日 - ）は、日本の女優。愛称は、めいてぃー、meimei。東京都出身。Breath所属。既婚。3児の母。

## 略歴
- 1993年、手延そうめん「揖保乃糸」のCMに6歳でデビュー[2]。
- 1997年、ドラマ『鏡は眠らない』（NHK）でドラマデビュー。
- 1998年、ドラマ『テツワン探偵ロボタック』（テレビ朝日）でドラマ初レギュラー出演。
- 2001年、ドラマ『ハート』（NHK）でドラマ初主演。
- 2003年、ドラマ『天使みたい』（NHK教育）で、少女とロボットという性格の異なる一人二役を演じる。
- 2004年、ドラマ『ケータイ刑事 銭形泪』（BS-i）で、「ケータイ刑事 銭形シリーズ」の三代目として、銭形四姉妹の次女：泪（るい）を演じた。『ケータイ刑事 銭形泪』は9か月にわたって放送され、彼女の出世作となる。
- 2005年4月20日、『ケータイ刑事 銭形泪』の主題歌をバラード調にアレンジした、『泪の海（namida no umi）』で歌手デビュー。
- 2005年10月 - 2006年4月、NHK連続テレビ小説『風のハルカ』で、主人公ハルカの妹アスカを演じる。
- 2006年2月4日、映画『ケータイ刑事 THE MOVIE バベルの塔の秘密〜銭形姉妹への挑戦状』の舞台挨拶で、プロデューサーの丹羽多聞アンドリウからケータイ刑事の卒業証書が手渡され、感極まって号泣する。
- 2006年4月4日、文化放送で初MCのラジオ番組『黒川芽以のラジとも』が始まる。
- 2006年5月13日、19歳の誕生日に初のバースデイライブ「BORN in MAY」を開催。
- 2007年1月17日、ファーストアルバム『10 sprout』をリリース。
- 2008年4月4日、NHK『名曲探偵アマデウス』でバラエティ番組初のレギュラー出演。
- 2014年4月29日、公式Twitterをスタート。
- 2017年8月11日、週プレNEWSにて連載コラム『黒川芽以の30x30』をスタート[3]。
- 2019年6月3日、一般男性と結婚したことを報告した[4]。
- 2021年4月1日、第1子男児の出産を報告した[5]。
- 2021年5月14日、前年12月にタイへ移住していたことを発表した[6]。
- 2022年9月30日、第2子の出産を報告した[7]。
- 2025年2月14日、第3子男児の出産を報告した[8]。

## 人物
名前は、5月（英語でMay）生まれである事と、「芽を以て（もって）成長するように」との願いに由来する。
趣味は写真撮影、料理。特技はピアノ。
音楽は、J-POPからジャズ、R&B、ヒップホップ、ポップ、ロックまで、色々なジャンルを聞く。洋楽ではマルーン5、アウル・シティー&カーリー・レイ・ジェプセン、ニッキー・ミナージュ、リアーナ、デヴィッド・ゲッタなど。日本人だと、RADWIMPS、椎名林檎、阿部真央、クリープハイプが特に好き。
学生時代はいじめられていて、仕事の現場が一番の居場所だと感じていたことを明かしている。

## 出演
主演作品の役名は太字表記

### 映画
- クラヤミノレクイエム（2000年3月25日） - 芽以 役[13]
- 劇場版 仮面ライダー555 パラダイス・ロスト（2003年8月16日） - ミナ 役
- 問題のない私たち（2004年2月28日） - 笹岡澪 役
- 怪談新耳袋劇場版 幽霊マンション（2005年8月15日） - 大和愛実 役
- 青空のゆくえ（2005年9月17日） - 高橋亜里沙 役
- ケータイ刑事 THE MOVIE バベルの塔の秘密〜銭形姉妹への挑戦状（2006年2月4日） - 銭形泪 役
- 裁判員〜選ばれ、そして見えてきたもの〜（2007年4月、裁判員制度広報用映画） - 村瀬美樹 役
- 学校の階段（2007年4月28日） - 神庭里美 役
- 0093 女王陛下の草刈正雄（2007年10月13日） - 霧島ハルキ 役
- グミ・チョコレート・パイン（2007年12月22日） - 山口美甘子 役
- 子猫の涙（2008年1月26日） - 千夏 役
- 山のあなた〜徳市の恋〜（2008年5月24日） - お菊 役
- ネコナデ（2008年6月28日） - 田中亜里沙 役
- ボーイズ・オン・ザ・ラン（2010年1月30日） - 植村ちはる 役
- 完全なる飼育 メイド、for you（2010年1月30日） - 水原ゆかり 役
- スイートリトルライズ（2010年3月13日） - 藤井登美子 役
- 阪急電車 片道15分の奇跡（2011年4月23日関西先行公開・4月29日全国公開） - 若い頃の時江 役
- ルパンの奇巌城（2011年5月7日） - レイナ 役
- 極道兵器（2011年7月23日） - 山鬼なよ子 役
- 僕たちは世界を変えることができない。（2011年9月23日） - デリヘル嬢ルナ 役
- ガール（2012年5月26日） - 野島かほり 役
- 横道世之介（2013年2月23日） - 大崎さくら 役
- 冴え冴えてなほ滑稽な月（2013年9月7日） - 美礼 役[14]
- 自分の事ばかりで情けなくなるよ（2013年10月26日） - ユーナ 役
- KILLERS/キラーズ（2014年2月1日） - みどり 役
- ねこにみかん（2014年3月22日） - 小野田真知子 役
- ぼくたちの家族（2014年5月24日） - 若菜深雪 役
- 劇場版 東京伝説 歪んだ異形都市（2014年6月14日） - 由佳 役
- 青の光線（2014年6月28日） - 陽子 役
- 南風（2014年7月12日） - アイコ 役
- ドライブイン蒲生（2014年8月2日） - サキ 役
- 福福荘の福ちゃん（2014年11月8日） - 島木良美 役
- きみはいい子（2015年6月27日） - 丸山美咲 役
- かぐらめ（2015年10月24日） - 相原咲良 役[15]
- 走れ、絶望に追いつかれない速さで（2015年10月24日公開・2016年6月4日劇場公開） - 飯野理沙子 役
- 愛を語れば変態ですか（2015年11月28日） - あさこ 役[16]
- 64（ロクヨン）前編・後編（2016年5月7日・6月11日）- 幸田麻美 役
- 二十六夜待ち（2017年12月23日） - 由実 役（井浦新とのW主演）[17]
- ホーンテッドテンプル〜顔のない男の記録（2018年1月8日） - 婦人警官 役[注 1]
- 響 -HIBIKI-（2018年9月14日） - 山岡歩々 役
- 21世紀の女の子「セフレとセックスレス」（2019年2月8日）[注 2]
- はずれ家族のサーヤ（2019年3月2日）[注 3]
- 美人が婚活してみたら（2019年3月23日） - タカコ 役[18][19]
- 僕に、会いたかった（2019年5月10日） - 池田由紀子 役[20]
- ダンスウィズミー（2019年8月16日） - 静香の姉 役
- いとみち（2021年6月25日） - 葛西幸子 役
- もっと超越した所へ。（2022年10月14日） - 北川七瀬 役[21]

### テレビドラマ
- ウルトラマンティガ 第17話（1996年12月28日、毎日放送） - テレビゲームをする少女 役
- 鏡は眠らない 第1・2話（1997年10月 - 11月、NHK総合） - 深堀民子（少女時代） 役
- テツワン探偵ロボタック（1998年3月 - 1999年1月、テレビ朝日） - 橘ミサキ 役
- 京都迷宮案内 第1シリーズ 第8話（1999年3月4日、テレビ朝日） - 白川絵里花 役
- シンデレラは眠らない 第1話・第2話（2000年1月10日・17日、読売テレビ） - 橋本瑤子（少女時代） 役
- 大河ドラマ（NHK総合）
  - 葵 徳川三代 第7回（2000年2月20日） - 茶々（幼少期） 役
  - 北条時宗 第6回 - 第8回（2001年2月11日 - 25日） - 祥子（幼少期） 役
- 横浜本牧殺人ファイル 白磁の肌を持つ女（2000年7月17日、TBS） - 本間アスカ 役
- 刑事（2000年12月8日、日本テレビ） - 伊庭朋奈 役
- 私を旅館に連れてって（2001年4月11日 - 6月27日、フジテレビ） - 高邑志保 役
- 旗本退屈男 第2話（2001年8月7日、フジテレビ） - お小夜 役
- ハート（2001年9月3日 - 11月5日、NHK総合） - 岸本沙良 役
- おみやさん（テレビ朝日）
  - 第1シリーズ 第5話（2002年6月20日） - 岡本このみ 役
  - 第6シリーズ 第3話（2008年11月20日） - 掛井夏子 役
  - スペシャル2（2016年10月15日） - 中江美也子 役[22]
- 第三の時効（2003年2月24日、TBS） - 本間ありさ 役
- 天使みたい（2003年7月5日 - 9月20日、NHK教育） - 戸川はるか・かなた 役（二役）
- ケータイ刑事 銭形泪（2004年1月4日 - 9月26日、BS-i） - 銭形泪 役
- 68FILMS 東京少女 第8話（2004年2月14日、BS-i、BSフジ） - 主演
- 怪談新耳袋 第4シリーズ（2005年3月14日 - 4月14日、BS-i） - アイ 役
- 世にも奇妙な物語 〜2005春の特別編〜「密告（チクリ）ネット」（2005年4月12日、フジテレビ） - 瀬川唯 役
- 恋する日曜日
  - セカンドシリーズ 第5話（2005年5月1日、BS-i） - 大塚なぎさ 役
  - 第3シリーズ 第1話・第2話（2007年1月6日・13日、BS-i） - 白川綾子 役
- 佐藤四姉妹（2005年5月8日 - 29日、BS-i） - 佐藤芽以 役[23][24]
- 連続テレビ小説（NHK総合）
  - 風のハルカ（2005年10月3日 - 2006年4月1日） - 水野（浜口）アスカ 役
    - 風のハルカ スペシャル（2005年10月10日）
    - 風のハルカ 感謝祭スペシャル! 〜あの感動をもう一度〜（2006年5月27日）

  - エール 第62話（2020年6月23日） - 佐藤玲子 役[25]
- PS羅生門 警視庁東都署 第7話（2006年8月16日、テレビ朝日） - 織部知佳 役
- Ns'あおい スペシャル 桜川病院最悪の日（2006年9月26日、フジテレビ） - 佐々木亜美 役
- 慶次郎縁側日記3 第5話（2006年11月9日、NHK総合） - おさき 役
- 風の来た道（2007年1月6日、NHK総合） - 塚本瑞希 役
- スパイ道SP 0093 女王陛下の草刈正雄（2007年3月22日、TBS） - 霧島ハルキ 役
- 夏雲あがれ（2007年6月7日 - 7月5日、NHK総合） - 花山弥生 役
- 愛の迷宮（2007年10月1日 - 12月28日、東海テレビ） - 夏木ゆりあ 役
- パセリ（2007年10月2日 - 12月25日、独立UHF系13局） - 山田瀬利奈 役
- 星新一ショートショート「愛の鍵」（2008年4月14日、NHK総合） - 主演
  - 星新一ショートショートスペシャル「愛の鍵」（2008年7月28日、NHK総合） - 主演 ※以前放送された「愛の鍵」を編集したリメイク版
- 刑事殺し2（2008年6月21日、朝日放送） - 溝口沙織 役
- 私の恋と父（2008年7月7日、BS-i） - 大石美也子 役
- 虹への手紙 第1話・第9話（2008年7月 - 8月、ホームドラマチャンネル） - 今井尚子 役
- ドラマスペシャル 暴れん坊将軍（2008年12月29日、テレビ朝日） - 千春 役
- 相棒 season7 第17話（2009年3月4日、テレビ朝日） - 柘植瑛子 役
- ツレがうつになりまして。（2009年5月29日 - 6月12日、NHK総合） - ガンちゃん 役
- リミット-刑事の現場2- 第3話（2009年7月25日、NHK総合） - 半沢奈々 役
- 帝王 第6話 - 最終話（2009年8月14日 - 9月11日、毎日放送） - 相沢陽子 役
- 科捜研の女 第9シリーズ 第7話（2009年8月20日、テレビ朝日） - 森川慧（みどり） 役
- オトコマエ!2 第3話 - 最終話（2009年9月19日 - 12月12日、NHK総合） - 倉田（武田）静江 役
- 嬢王 Virgin（2009年10月2日 - 12月18日、テレビ東京） - 木下朋 役
- 誰かが嘘をついている（2009年10月6日、フジテレビ） - 小川検察官 役
- 女優力（2010年3月6日、日本テレビ）
- 税務調査官・窓際太郎の事件簿20（2010年3月22日、TBS） - 島袋由紀 役
- 内部調査官・水平直の報告書（2011年1月17日、TBS） - 竹山香織 役
- 隠密八百八町 第3話・第4話（2011年1月22・29日、NHK総合） - おつる 役
- ホンボシ〜心理特捜事件簿〜 第3話（2011年2月3日、テレビ朝日） - 三崎香奈 役
- 毒姫とわたし（2011年9月5日 - 10月28日、東海テレビ） - 桜井美姫 役
- 謎解きはディナーのあとで 第3話（2011年11月1日、フジテレビ） - 黛香苗 役
- ガンリキ 警部補・鬼島弥一（テレビ東京） - 落合七海 役
  - ガンリキ 警部補・鬼島弥一（2012年1月18日）
  - ガンリキ2 警部補・鬼島弥一（2012年11月14日）
  - ガンリキ3 警部補・鬼島弥一（2013年7月10日）
- 奇跡のホスピス（2012年3月28日、毎日放送） - 野元里香 役
- 陽だまりの樹（2012年4月6日 - 6月22日 、NHK BSP） - おせき 役
- 遺留捜査 第2シリーズ 第1話（2012年7月12日、テレビ朝日） - 加賀見恵 役
- 青空の卵（2012年7月28日 - 9月29日、BS朝日） - 巣田香織 役
- GTO 秋も鬼暴れスペシャル（2012年10月2日、関西テレビ） - アゲハ 役
- レジデント〜5人の研修医 第7話（2012年11月29日、TBS） - 新村汐里 役
- サキ（2013年1月8日 - 3月19日、関西テレビ） - 野中百合香 役
- お天気お姉さん 第2話（2013年4月19日、テレビ朝日） - 小竹菜々 役
- 松本清張没後20年特別企画・留守宅の事件（2013年4月24日、テレビ東京） - 田辺奈々 役
- 警視庁捜査一課9係（テレビ朝日）
  - season8 第7話（2013年8月21日） - 堀江美奈 役
  - season12 第3話（2017年4月26日） - 一ノ瀬子音 役
- 神谷玄次郎捕物控 第2話（2014年4月11日、NHK BSP） - お咲 役
- 喰う寝るふたり 住むふたり（2014年5月6日 - 6月24日、NHK BSP） - アズサ 役
- ゼロの真実〜監察医・松本真央〜 最終話（2014年9月4日、テレビ朝日） - 内野良美 役
- 全盲の僕が弁護士になった理由（2014年12月1日、TBS） - 和美 役
- 罪火（2014年12月10日、テレビ東京） - 原口ゆかり 役
- 東京センチメンタル（2014年12月30日、テレビ東京） - 木崎みゆき 役
- 保育探偵25時〜花咲慎一郎は眠れない!!〜 第5話（2015年2月13日、テレビ東京） - 菅野美夏 役
- 五つ星ツーリスト〜最高の旅、ご案内します!!〜 第10話（2015年3月12日、読売テレビ） - 牧村留美 役
- ふたがしら（2015年6月 - 7月、WOWOW） - おとき 役
- 所轄魂（2015年9月20日、テレビ朝日） - 葛木由梨子 役
- おかしの家 第3話（2015年11月4日、TBS） - 清美 役
- 悪党たちは千里を走る（2016年1月20日 - 3月23日、TBS） - 三上菜摘子 役[26][27]
- ナイトヒーロー NAOTO 第1話（2016年4月16日、テレビ東京） - 樹里 役
- 伝七捕物帳 第4話（2016年8月5日、NHK BSP） - お美津 役
- 吉祥寺だけが住みたい街ですか? 第8話（2016年12月2日、テレビ東京） - 小野田陽子 役
- キャリア〜掟破りの警察署長〜 第9話（2016年12月4日、フジテレビ） ‐ 水谷沙織 役
- 名古屋行き最終列車（メ〜テレ） - 山本麻耶 役
  - 2017 第1話（2017年2月7日）
  - 2018 第9話（2018年3月12日）
  - 2019 第5話（2019年2月17日）
  - 2021 第2話（2021年2月14日）
- 100の資格を持つ女12（2017年3月5日、朝日放送） - 中村優希 役
- 警視庁機動捜査隊216 7（2017年6月5日、TBS） - 小島敦子 役
- 山女日記〜山フェスに行こう/アルプスの女王〜（2017年10月29日 - 11月5日、NHK BSP） - 三島さゆり 役
- くノ一忍法帖 蛍火（2018年4月3日 - 9月11日、BSジャパン） - お美代 役
- 部長 風花凛子の恋（2018年7月5日・12日、読売テレビ） - 箕輪ゆりか 役
- 立花登青春手控え3 第2回（2018年11月16日、NHK BSP） - おきぬ 役
- みかづき（2019年1月26日 - 2月23日、NHK総合） - 上田（大島）蕗子 役[28]
- 執事 西園寺の名推理 第2シリーズ 第5話（2019年5月24日、テレビ東京） - 三日月弥生 役
- 人類学者・岬久美子の殺人鑑定8（2019年6月27日、テレビ朝日） - 立花かおり 役
- ひとりキャンプで食って寝る 第7話（2019年11月30日、テレビ東京） - 遠藤早希 役
- 終着駅シリーズ36 雪の螢（2020年1月9日、テレビ朝日） - 根岸いずみ 役
- 警視庁強行犯係・樋口顕 8（2020年10月19日、テレビ東京） - 仲村史恵 役

### その他ドラマ
- run for money 逃走中 〜沈黙の巨大迷宮2〜 （2012年8月28日、フジテレビ） - 水無月アカネ 役

### その他テレビ番組
- 第56回NHK紅白歌合戦（2005年12月31日、NHK総合・ラジオ第1） - 応援ゲスト
- クラシックミステリー 名曲探偵アマデウス（2008年4月 - 2012年3月、NHK BShi・BS2・総合） - 響カノン 役
- エプソンスペシャル 地球の歩き方 北欧ノルウェー世界遺産の旅（2008年9月28日、テレビ朝日） - 旅人
- こんなステキなにっぽんが 「タンス町のこころ 受け継いで〜福井県 越前市〜」（2009年4月28日、NHK BShi） - 旅人
- 日本の名峰・絶景探訪（#40）2時間・特別編「残雪に浮かぶ岩峰 谷川岳」（2014年4月12日、BS-TBS） - 旅人
- 地球イチバン「世界一高価なキノコの秘密〜イタリア〜」（2014年11月20日、NHK総合） - 旅人
- ニッポンぶらり鉄道旅 第45回（2015年8月13日、NHK BSP） - 旅人

### テレビアニメ
- プラトニックチェーン 第24話「探偵登場」（2003年3月28日、テレビ東京） - ゲスト声優

### ラジオ番組
- 私の本棚「おばあちゃんと孫の心を結ぶ50通の手紙」（2004年6月29日 - 7月12日、NHKラジオ第1）
- きらり10代!（2004年12月4日・11日・18日、NHKラジオ第1）
  - 風の又三郎（2004年12月4日）
  - 生まれ出づる悩み（2004年12月11日）
  - しろばんば（2004年12月18日）
  - クロッカスを君に（2007年12月23日） - 川島美紀 役[29]
- 青春アドベンチャー（NHK-FM）
  - G戦場ヘヴンズドア（2005年3月28日 - 4月8日） - 久美子 役[30]
  - 僕たちの戦争（2007年1月29日 - 2月9日） - 鴨志田ミナミ 役[31]
  - ゼンダ城の虜（2008年3月17日 - 3月28日） - フラビア姫 役[32]
    - 〜完結編〜ヘンツォ伯爵（2010年11月22日 - 12月3日） - フラビア女王 役[33]

  - 珊瑚の島の夢（2011年8月1日 - 5日） - ユキコ 役[34][注 4]
- 黒川芽以のラジとも（2006年4月4日 - 9月26日、文化放送） - パーソナリティ
- FMシアター　私は"サバイバー"（2017年7月1日、NHK-FM） - 希美 役[35]

### ネット配信動画
- アカツキ 〜Aka-Tuki（2002年10月1日配信、シブヤマニア・ケータイシネマ計画） - 醍葉赤月 役
- えみり・ジェンヌ（2007年12月14日 - 12月21日配信、GYAO!）
- キキコミ 第10話「ヤマモト ミホ」（2007年12月21日配信、@nifty動画） - ヤマモト ミホ 役
- ドロップ（2008年7月30日配信、Softgarage） - 山田真帆 役
- Friend-Ship Project 第10弾「30年目の結婚式」（2013年2月1日 - 2013年2月15日配信、テレビ東京）
- 日本をゆっくり走ってみたよ 〜あの娘のために日本一周〜（2017年 - 2018年、Amazonプライム・ビデオ） - 元子 役
- VerifieR -立証者-（2019年08月23日配信、Rakuten TV） - 本田成美 役

### ナレーション
- アジアンスマイル 「孝女（ハオルー）の涙」（2009年2月15日、NHK BS1）

### 舞台
- カノン（1998年）
  - 東京公演（新宿シアターモリエール）
  - 大阪公演（一心寺シアター）
- 舞い降りた天使（2003年7月3日 - 7月31日、芸術座） - 蓮子 役
- 路地裏の優しい猫（2008年2月1日 - 2月11日、赤坂レッドシアター） - ハルコ 役
- フライパンと拳銃（2008年11月28日 - 12月21日） - 直海 役
  - 東京公演（東京グローブ座）
  - 大阪公演（サンケイホールブリーゼ）
- シダの群れ - ヨーコ 役
  - 東京公演（2010年9月5日 - 29日、Bunkamura シアターコクーン）
  - 大阪公演（2010年10月4日 - 11日、シアターBRAVA!）
- 桃天紅 - 金持ちの娘・周仙々 役
  - 東京公演（2011年4月15日 - 24日、本多劇場）
  - 大阪公演（2011年4月30日 - 5月1日、シアターBRAVA!）
- おどくみ（2011年6月27日 - 7月18日、新国立劇場） - 畑中郁美 役
- 不道徳教室 - リカコ役
  - 神奈川公演（2013年5月29日 - 6月4日、KAAT神奈川芸術劇場大スタジオ）
  - 東京公演（2013年6月8日 - 23日、シアタートラム）
- 百万円煎餅（2014年2月9日、東京芸術劇場） - 清子 役
- 真田十勇  - ハナ / 花風 役
  - 東京公演（2015年1月8日 - 25日、赤坂ACTシアター）
  - 愛知公演（2015年1月31日 - 2月1日、中日劇場）
  - 大阪公演（2015年2月5日 - 8日、梅田芸術劇場 メインホール）
  - 福岡公演（2015年2月13日 - 15日、キャナルシティ劇場）
- おもろい女 - 桜井晴美 役
  - 2015（2015年5月29日 - 6月2日、シアター1010 / 6月5日 - 6月30日、シアタークリエ）
  - 2018（2018年10月8日 - 10月29日、シアタークリエ）
- 家族の基礎 〜大道寺家の人々〜 - 由弦 役
  - 東京公演（2016年9月6日 - 28日、Bunkamura シアターコクーン）
  - 愛知公演（2016年10月1日・2日、刈谷市総合文化センター）
  - 大阪公演（2016年10月8日 - 10月10日、梅田芸術劇場 シアター・ドラマシティ）
  - 静岡公演（2016年10月16日、浜北文化センター）

### オリジナルビデオ
- 特捜戦隊デカレンジャー 20th ファイヤーボール・ブースター（2024年11月13日、東映） - ラエンジョ 役[36]

### CM
- 兵庫県手延素麺協同組合「揖保乃糸」（1993年）
- 養命酒製造「養命酒」（1993年）
- 積水化学工業「セキスイハイム」（2001年）
- 日本ハム「シャウエッセン」（2001年 - 2002年）
- ベネッセ「進研ゼミ中学講座」（2002年）
- コロナ「コロナエアコン」（2002年）
- NHK-BSハイビジョン「受信料キャンペーン」（2002年）
- タマホーム「企業CM」（2005年 - 2006年）
- BS-i「飲酒運転撲滅キャンペーン」（2006年）
- インテル「Core 2 Duo プロセッサー」（2007年）
- セコム「企業CM」（2009年）
- ロッテ「ACUO」（2009年）
- 読売新聞「企業CM」（2011年）
- 大成建設「企業CM」（2011年） - ナレーション

### PV
- ケツメイシ 「男女6人夏物語」（2006年7月19日、2011年12月21日発売のDVD「ケツの極〜MV集〜」に収録）
- JUJU 「さよならの代わりに」（2011年4月6日）
- クリープハイプ 「憂、燦々」（2013年5月1日）

### イメージモデル
- ユームカンパニー（2002年）
- 中央コンタクト（2004年）
- 総務省 平成18年度さわやか行政サービス運動ポスター（2006年）
- I's化粧品（2006年）
- 警察庁 2007年度警察官採用統一ポスター（2007年）
- アスカネット（2007年）
- 婦警カレンダー（2008年）
- 浜縮緬工業協同組合 浜ちりめん カレンダー（2008年）
- RopePicnicBOOK（2011年）

### モバイルコンテンツ
- へなちょこピース（2007年1月8日 - 2011年12月26日、携帯版BOMB.tv）
- つぶやき三四郎 〜一本なう〜（2011年5月16日 - 6月20日、ドコモマーケット） - 車巴 役
- nottvラヴコンシェル 第6週 ラブ・ゾンビ（2012年12月24日 - 12月28日・総集編12月30日、NOTTV） - 清水 役

## 作品

### セル作品

#### ビデオ
- 生まれ変わるとしたら（1996年10月発売、紀伊國屋書店）
- 難波金融詐欺 史上最悪の兄弟（1998年8月1日発売、ケイエスエス）
- テツワン探偵ロボタック&カブタック 不思議の国の大冒険（1998年12月11日発売、東映ビデオ） - 橘ミサキ 役
- 難波金融詐欺 史上最悪の兄弟 慰謝料奪取（1999年2月26日発売、ケイエスエス）

#### DVD
- ドロップ（2008年9月26日発売、ケイエスエス）

### レンタル作品

#### DVD
- ソング・フォー・ラブ Song For Love（2010年8月6日レンタル開始、インターフィルム）

#### イメージビデオ
- レモンドロップ（2001年11月20日、竹書房）ISBN 4812408008 / ISBN 4812408016
- 14歳（VHS：2002年5月21日 / DVD：2002年6月20日、竹書房）ISBN 4812409047 / ISBN 4812409055
- maybe yesterday（2003年3月19日、ポニーキャニオン）
- maybe tomorrow（2003年3月19日、ポニーキャニオン）
- nina（2003年9月26日、発売：学習研究社 / 販売：ソニー・ミュージックディストリビューション）
- ナツノキヲク（2004年1月20日、ラインコミュニケーションズ）ISBN 490252600X
- KAI（2004年12月17日、竹書房）ISBN 4812418666 / ISBN 4812418712
- 黒川芽以（2005年4月20日、ラインコミュニケーションズ）ISBN 4902526751
- 黒川芽以 SPECIAL DVD-BOX（2005年7月20日、ラインコミュニケーションズ）
- 黒川芽以 style フィギュア付きDVD 夏服タイプ（2006年2月1日、トライディア）ISBN 4889935746
- 黒川芽以 style フィギュア付きDVD 冬服タイプ（2006年2月1日、トライディア）ISBN 4889935754
- 鉄道と私 東北編（2006年9月29日、ぶんか社）ISBN 482113215X

## ディスコグラフィ

### シングル
| 枚  | 発売日        | タイトル                               | 規格品番   | オリコン 最高位 |
| --- | ------------- | -------------------------------------- | ---------- | --------------- |
| 1st | 2005年4月20日 | 泪の海（namida no umi）                | YCCW-30001 |                 |
| 2nd | 2005年8月17日 | シアワセがふえるより哀しみをへらしたい | YCCW-30003 |                 |
| 3rd | 2006年2月1日  | ヒコーキ雲                             | YCCW-30008 | 59位            |
| 4th | 2007年4月25日 | スタートライン                         | CRCP-10167 | 92位            |

### アルバム
|            | 発売日        | タイトル  | 規格品番     | 規格品番   | オリコン 最高位 |
| 初回限定盤 | 発売日        | タイトル  | 通常盤       |            | オリコン 最高位 |
| ---------- | ------------- | --------- | ------------ | ---------- | --------------- |
| 1st        | 2007年1月17日 | 10 sprout | YCCW-10031/B | YCCW-10032 | 70位            |

### PV集
|            | 発売日       | タイトル | 規格品番    | 規格品番    | オリコン 最高位 |
| 初回限定盤 | 発売日       | タイトル | 通常盤      |             | オリコン 最高位 |
| ---------- | ------------ | -------- | ----------- | ----------- | --------------- |
| 1st        | 2006年2月8日 | Mayfair  | YCBW-10008A | YCBW-10008B | 58位            |

### サントラ収録曲
| 発売日        | 商品名                                                         | 歌                   | 楽曲                                                   | 備考                                                                      |
| ------------- | -------------------------------------------------------------- | -------------------- | ------------------------------------------------------ | ------------------------------------------------------------------------- |
| 2004年1月21日 | 問題のない私たち オリジナル・サウンドトラック                  | 黒川芽以             | 「アルイテク…」（本人による作詞・作曲）                | 映画『問題のない私たち』挿入歌                                            |
| 2006年2月1日  | ケータイ刑事 THE MOVIE TVシリーズ オリジナル・サウンドトラック | 黒川芽以             | 「ヒコーキ雲（Ending Version）」 「泪 流して歩こうよ」 | 映画『ケータイ刑事 THE MOVIE バベルの塔の秘密～銭形姉妹への挑戦状』関連曲 |
| 2006年2月1日  | ケータイ刑事 THE MOVIE TVシリーズ オリジナル・サウンドトラック | 黒川芽以、金剛地武志 | 「僕は見たんだ」                                       | 映画『ケータイ刑事 THE MOVIE バベルの塔の秘密～銭形姉妹への挑戦状』関連曲 |
| 2006年8月2日  | 南の島の小さな飛行機 バーディー オリジナル・サウンドトラック   | 黒川芽以             | 「ぼくの気持ち」                                       | CGアニメ『南の島の小さな飛行機 バーディー』オープニングテーマ             |

## 書籍

### 写真集
- レモンドロップ（2000年10月6日、辰巳出版）ISBN 4886415458
- めいてぃー。（2002年5月13日、ワニブックス）ISBN 484702706X
- 路地裏の優しい猫（2002年12月20日、竹書房）ISBN 4812410703
- nin´a（2003年5月27日、学習研究社）ISBN 405401870X
- 問題のない私たち（2004年1月30日、ぶんか社）ISBN 4821125978
- KAI（2004年12月17日、竹書房）ISBN 4812419468
- peplum（2012年6月13日、ワニブックス）ISBN 978-4847044694 [40]

### カレンダー
- 黒川芽以 2003年カレンダー（2002年9月発売、TRY-X / ハゴロモ）ISBN 4894950464
- 黒川芽以 2004年カレンダー（2003年10月発売、TRY-X / ハゴロモ）ISBN 477740062X
- 黒川芽以カレンダー2005 ケータイ刑事 銭形泪（2004年11月18日、講談社）ISBN 4063579514
- 黒川芽以 2006年カレンダー（2005年9月24日発売、TRY-X / ハゴロモ）ISBN 4777420841

### 雑誌連載
- CM NOW 「Mei & Masami のメール交換」（2003年5-6月号 - 2006年5-6月号、玄光社）
- 電撃マ王 「黒川芽以の私、ハマるとヤバイんです♪」（2005年12月号 - 2006年5月号、メディアワークス）
- PHaT PHOTO 「黒川芽以のkimama.sonomama写真家気分」（2008年7-8月号 - 2009年1-2月号、CMS）
- デジキャパ「黒川芽以の 3か条で“もっと！”プロ並みの写真撮ります!! with ペンライト E-PL2」（2011年5月号 - 、学研プラス）

### トレーディングカード
- 黒川芽以オフィシャルカードコレクション（2002年発売、さくら堂）
- BOMBカードハイパープラス 黒川芽以トレーディングカード（2003年発売、ムービック）